# 市川青虎 (初代)
初代 市川 青虎（しょだい いちかわ せいこ、1926年（大正15年）10月25日 - 2006年（平成18年）12月17日）は、昭和から平成にかけて活躍した歌舞伎役者、映画テレビ俳優、舞台演出家。屋号は澤瀉屋、定紋は四方澤瀉、替紋は丸に九枚笹。立役。本名は森下 勇（もりした いさむ）。

## 来歴
大阪市南堀江に生まれる。昭和9年（1934年）に数え9つで二代目市川小太夫に入門。市川 小金吾（いちかわ こきんご）を名乗り、昭和11年（1936年）11月大阪中座『乗合船』の丁稚長太で初舞台。戦中、兵役により2年ほど舞台を離れるが、復帰後昭和17年（1942年）大阪角座で名題昇進。戦後、市松延見子（のちの松尾國三の妻松尾波儔江）の一座に松竹より出向。25年関西歌舞伎に復帰。30年東宝に移籍、のちにフリーとして商業演劇などで活躍。昭和52年（1977年）、松尾國三の後援により大阪新歌舞伎座で師匠の俳名だった「青虎」を名跡として襲名した。。
その後、二代目中村扇雀（のちの四代目坂田藤十郎）の近松座公演で歌舞伎興行に復帰。平成13年（2001年）には名古屋御園座で『小笠原諸礼忠孝』の養父佐兵衛と米屋市兵衛を勤めたその後に病を得て療養生活に入る。これ以後舞台の出演はなく、狂言作者の奈河彰輔は「その後何度か出演を誘ったが、十分に勤めきれる自信がないと固辞した」と記している。後年は上方歌舞伎塾講師を勤めた。
2006年12月17日、肺不全により吹田市内の病院で死去、80歳没。

## 出演

### テレビ
- 『大阪千一夜　良寛さん』（1955年、NHK[7]）
- 『逃げ傷』―武家義理物語より― - 七尾久八郎（1955年、NHK）
- 『八十郎始末』―武家義理物語より― - 七尾久八郎（1956年、NHK）
- 『師走坊主―井原西鶴作 “世間胸算用”より―』 - 作次（1956年、NHK）
- 『のれん三代目』 - 木屋喜左衛門（1956年、NHK）
- 『四つの窓』第4話 - 若い男（1957年、NHK）
- 『お寺のぼんぼん』 - 吉ちゃん（1957年、NHK）
- 『今は昔の人ごころ―井原西鶴作“世間胸算用”より―』 - 観助（1957年、NHK）
- 『河内風土記』（1958-59年、KTV）
- 『白いジャングル』（1958-59年、KTV・FNN系列）
- 『十六文からす堂』（1958-59年、KTV・FNN系列）
- こども映画劇場『ピカ助とりもの帳』（1958-60年、KTV・FNN系列）
- 白雪劇場『若さま侍捕物手帳』（1959年、KTV・FNN系列）
- 『私服パトロール』（1959年、KTV・FNN系列）
- 『よこっちょ市場』（1960年、KTV・FNN系列）
- 『竜巻小天狗』（1960年、KTV・フジテレビ）
- ドラマ『現代人間模様』第63回「祭りを追う人々（前編）-ある露店商人-」・第64回「同（後編）」（1960年、NHK[8]）
- 『上方武士道』（1961年、KTV・FNN系列）
- 東芝土曜劇場 第121回「二人の客」（1961年、CX系列）
- 『紫頭巾』（1961年、KTV・FNN系列）
- 『次郎長売り出す』（1961-62年、KTV・FNN系列）
- 白雪劇場『虎の子作戦』 - パラボラボーイ（1963-64年、KTV・FNN系列）
- 『三匹の侍』第2シーズン第13話「品川初春」（1965年）、第4シーズン第11話「仏峠まかり通る」（1966年、CX系列）
- 日本テレビ火曜8時枠連続ドラマ『柔一筋』（1965年、よみうりテレビ・日本電波映画制作・NTV系列）
- 『部長刑事』 第361回「浮気は御用心」（1965年、ABC）
- 日本テレビ火曜8時枠連続ドラマ『青雲五人の男』（1966年、よみうりテレビ・日本電波映画制作・NTV系列）
- 『泣いてたまるか』第25話「お家が欲しいの」（1966年、TBS系列）
- 『銭形平次』第48話「辻斬り」（1967年、CX系列）
- 『野次馬がいく』「飲むな!ただ酒」（1967年、NET系列）
- 『部長刑事』 第495回「赤い灯が消えるとき」（1968年、ABC）
- 白雪劇場『堂島』（1968年、KTV・FNN系列）
- 『日本剣客伝』第2話「小野次郎左衛門」（1968年、NTV・ANN系列）
- 『ローンウルフ 一匹狼』「愛と憎しみの果てに」（1968年、NTV）
- 『大岡越前』第4話「慕情の人」 - 七助（1970年、TBS系列）
- 『東京バイパス指令』第62話「いつか貴方も…!?」（1970年、NTV系列）
- 『必殺仕掛人』第12話「秋風二人旅」 - 浪人坂井（1972年、ABC・松竹・TBS系列）
- 『長谷川伸シリーズ』第11話「三ツ角段平」（1972年、NET・東映）
- 『地獄の辰捕物控』第15話「憎しみの果てに朝が来る」（1973年、NET・東映）
- 『非情のライセンス』「兇悪のスキャンダル」赤石（1974年）、「兇悪の花道」林（1975年）、「兇悪の憧憬」サブマネージャー（1976年）、「兇悪の終焉」木下（1977年）（NET・東映）
- 『影同心』（1975年、毎日放送・TBS系列）
- 『どてらい男 （戦後編）』第1話（通算78話）「戦いすんで…」第2話（通算79話）「故郷の友」第4話（通算81話）「大隊長の花道」（1975年）（KTV・CX系列）
- 『銭形平次』第502話「償いの道」（1975年、CX系列）
- 『雲霧仁左衛門』第7話「掟破り！」（1979年、KTV・松竹・CX系列）
- 『闇を斬れ』（1981年、KTV・松竹・CX系列）第8話「女体にひびくオルゴール」
- 『遠山の金さん』第55話「華麗なる追跡! 三味線お蝶」 - 沼沢兵庫（1983年、ANB）
- 『暴れん坊将軍II』第52話「母よ喜べ 親父が立った!」 - 須貝紋十郎、第72話「座布団の雨 上様初舞台!」 - 虎五郎（1984年）、第103話「質に入っため組の喧嘩!」 - 上州屋徳兵衛（1985年）、第124話「南国の美女、華麗なる復讐!」 - 西海屋五郎蔵、第141話「信濃路、新さん賭場荒らし!」 - 小栗監物、第175話「愛の証しの月夜唄!」 - 長五郎（1986年）（ANB系列）
- 『影の軍団IV』第25話「幻の少女・私を殺さないで」（1985年、KTV・東映）
- 『大岡越前』第9部　第14話「奉行に似ていた復讐鬼」 - 山城屋（1986年、TBS系列）
- 『長七郎江戸日記』第11話「寺子屋ぎらい」 - 成見屋（1986年、NTV系列）
- 『三匹が斬る!』第7話「勇み肌、男はご法度女人里」 - 彦坂外記（1987年、ANB系列）
- 『水戸黄門』第17部　第21話「亡霊の正体見たり…」 - 大前屋宗右衛門（1988年、TBS系列）
- 『大岡越前』第10部　第5話「呪われた相続殺人事件」 - 伊勢屋唐吉（1988年、TBS系列）
- 『部長刑事』第1610話「はずみ殺人」（1989年、ABC）
- 『鞍馬天狗』第31話「艶やかな女 怨みの魔剣」（1990年、TX系列）
- 『殿さま風来坊隠れ旅』第16話「お京が怒った! 天晴れ仇討ち」 - 黒岩典膳（1994年、ANB系列）
- 『水戸黄門』第23部　第23話「命の恩人は大嘘つき」 - 望月多聞（1995年、TBS系列）
- 『水戸黄門』第25部　第22話「オラの息子が御落胤」 - 阿部監物（1997年、TBS系列）

### 映画
- 『弥次喜多漫才道中』 - 黒川甚五左（1955年、宝塚映画）
- 『森の石松幽霊道中』 - 小政（1959年、宝塚映画）
- 『海から来た男』 - 権藤の乾分Ｂ（1959年、宝塚映画）
- 『第三波止場の決闘』 - 畑（1960年、宝塚映画）
- 『唄祭ロマンス道中』 - 金助（1960年、宝塚映画）
- 『集団奉行所破り』 - 為七（1964年、東映京都）
- 『くノ一忍法』 - 猿飛佐助（1964年、東映京都）
- 『忍法忠臣蔵』 - 田中貞四郎（1965年、東映京都）
- 『日本侠客伝 浪花篇』 - 銀（1965年、東映京都）
- 『関東流れ者』 - 福原丑五郎（1965年、東映京都）

## 擬斗
- 千姫_(宝塚歌劇)【1968年版】 - 擬斗
- ミュージカル・ロマンス『怒涛の果て』（1969年） - 擬斗

## 補注